# Timothy Laurence
Sir Timothy James Hamilton (Tim) Laurence (Camberwell (Surrey), 1 maart 1955) is een Britse viceadmiraal buiten dienst en de tweede echtgenoot van prinses Anne.
Laurence is de zoon van Guy Stewart Laurence en Barbara Alison Laurence (geboortenaam: Symons). Hij trouwde op 12 december 1992 met de in datzelfde jaar gescheiden prinses Anne, de enige dochter van koningin Elizabeth II. Ze trouwden in een Schotse kerk, omdat de Anglicaanse Kerk in Engeland gescheiden mensen verbiedt te hertrouwen in een kerk. Het huwelijk bleef kinderloos en ze wonen in St. James's Palace.
In juni 2011 werd hij door koningin Elizabeth benoemd tot Knight Commander of the Royal Victorian Order. Sindsdien draagt hij de persoonlijke titel 'sir'. Hij was een van de zeer weinigen die in 2021 bij de uitvaartdienst van zijn schoonvader Philip Mountbatten achter de baar mocht lopen.

## Militaire loopbaan
- Midshipman: 1 januari 1973
- Sub-Lieutenant: 1 januari 1975
- Lieutenant: 1 maart 1977
- Lieutenant Commander: 1 maart 1985
- Commander: 31 december 1988
- Captain: 30 juni 1995
- Rear Admiral: 5 juli 2004
- Vice Admiral: 30 april 2007

## Decoraties
- Lid in de Orde van het Bad op 16 juni 2007
- Ridder Commandeur in de Koninklijke Orde van Victoria op 14 juni 2011
- Lid in de Koninklijke Orde van Victoria in 1989
- Medaille voor het Diamanten Jubileum van Elizabeth II in 2012
- Herinneringsmedaille ter gelegenheid van het Gouden Jubileum van Koningin Elizabeth II van Groot-Brittannië in 2002
- General Service Medal (1962) in 1982 met gesp "NOORD-IERLAND" en Palm
- Orde van de Ster van Melanesië in 2005
- Dagorder